# Канюхівська сільська рада
Канюхівська сільська рада — адміністративно-територіальна одиниця Берестовицького району Гродненської області Білорусь. Адміністративний центр — селище Канюхи. Голова сільської ради — Варченя Сергій Леонідович, Заневська Людмила Миколаївна.
Створений у 1940 році під назвою Глебочівський.

## Населені пункти
Сільській раді підпорядковані 10 населених пунктів:
- село Водла
- село Глебовичі
- село Грайна
- хутір Жорнавка
- село Знайдзина
- селище Канюхи
- село Козли
- село Могиляни
- село Плябонівці
- село Сарасеки

## Населення
У 2011 році в 309 приватних господарствах проживало — 675 осіб, з них: діти до 15 років — 102 осіб, Працездатного населення — 337 осіб, Старше працездатного віку - 236 осіб, інвалідів I-ї та II-ї групи, які користуються пільгами - 54 осіб, одиноких старих - 17 осіб, багатодітних сімей - 11, учасників німецько-радянської війни - 2 особи.
На території сільської ради розташовані 481 будинки, серед яких - 308 житлові (з них 273 приватні і 35 СПК), 79 порожніх будинків з оформленою спадщиною, і 59 будинків із неоформленим спадком.

## Економіка
На території сільської ради розташовані такі промислові та сільськогосподарські установи:
- СВК «Макарівці». Загальна земельна площа становить 10 057 га, в тому числі сільгоспугідь - 8 029 га, ріллі - 5 131 га, сіножатей та пасовищ - 2 898 га. Бал ріллі становить - 39,7. Господарство спеціалізується на м'ясо-молочному тваринництві, виробництві зернових та цукрових буряків.
- Три фермерських господарства

## Соціальна сфера
На території сільської ради розташована державна освітня установа «Навчально-педагогічний комплекс Конюхівський ясла сад - середня загальноосвітня школа», в якому в 2011 році навчалося 72 школяра та 26 дошкільнят.
Також працюють:
- Конюхівський ФАП
- Конюхівський СДК
- Сільська бібліотека

## Пам'ятки
На території Конюхівської сільської ради знаходяться:
- Пам'ятник землякам у центрі селища Конюхи, встановлений у 1968 році;
- Пам'ятник Ользі Соломовій, в центрі села, біля школи;
- Скульптурний бюст секретаря Гродненського підпільного міськкому комсомолу, встановлений у 1981 році;
- Обеліск на місці загибелі Ольги Соломовой в селі Жорнавка;
- Могила підпільників у 0,5 км від села Могиляни, в лісі. У 1956 році на могилі встановлено пам'ятник - гранітний хрест з іменами загиблих.